# La Alzada
La Alzada - Acción Feminista Libertaria es una organización político-social constituida a fines de 2012 en Santiago de Chile.
Surge frente a la necesidad de hacer visibles las diversas opresiones que mujeres y hombres viven por su condición de género y/o sexo, teniendo como objetivo luchar orgánicamente por la transformación de la estructura capitalista-patriarcal hegemónica, desde una perspectiva libertaria.
La Alzada trabaja principalmente dos nodos críticos: Capitalismo y Mujer trabajadora y Capitalismo y Sistema patriarcal.
Melissa Sepúlveda, presidenta de la FECH entre 2013 y 2014, es miembro de la organización.

## Historia y contexto
La Alzada AFL reconoce la herencia de las organizaciones de mujeres que lucharon contra la dictadura neoliberal de Augusto Pinochet y que detectaron que con el fin de ésta no acababan los sistemas de dominación patriarcales.
Es por esto que adoptan el proyecto del feminismo libertario apostando por una emancipación que desbarate la violencia de género desde el anticapitalismo. 
Para lograr este objetivo la organización desarrolla estrategias de acción que respetan la autonomía y niegan del asistencialismo. Declaran como meta la influencia revolucionaria no sólo en las calles, lugares de estudio o trabajos, sino también al interior de las casas y familias.

## Actividades políticas

### Primer Congreso de Educación no Sexista
Junto con las secretarías de género de distintas universidades y colectivos feministas como Pan y Rosas Teresa Flores y Acción Violeta, organizaron en octubre de 2014 el Primer Congreso Nacional por una Educación no Sexista.
El encuentro tuvo lugar en Santiago, Antofagasta y Concepción. El objetivo principal fue discutir sobre educación, feminismo y género, en el contexto chileno. Se cuestionó el sistema educacional heredado de Pinochet y las propuestas de reforma del gobierno de Michelle Bachelet. Otro de los objetivos fue impulsar la articulación y creación de secretarías y/o vocalías de género en todas las universidades.

### Solidarización con la huelga de la Unión Portuaria de Chile
La organización manifestó su colaboración y apoyo hacia la huelga de la Unión Portuaria de Chile el año 2014. Desde el feminismo libertario han solidarizado con el sindicalismo manifestándose en contra de la Explotación laboral y a favor de la multisectorialidad.

### Lucha por el Aborto Libre
Hoy son uno de los grupos clave que luchan por la libertad de aborto en Chile, uno de los pocos países donde se criminaliza el aborto en toda circunstancia. Ante este escenario han elevado la consigna "Educación sexual para decidir, anticonceptivos para prevenir, aborto legal para no morir".

## Publicaciones
- Alejandro Montecinos, Acerca de las posibilidades de subjetividad revolucionaria en el feminismo - Ponencia presentada al encuentro Sembrando Feminismo Revolucionario: Identidades y género, Campus de Agronomía, Universidad de Chile, 27 de noviembre, 2013.